# جيم فورد
جيم فورد (بالإنجليزية: Jim Ford)‏ هو مغن مؤلف أمريكي، ولد في 23 أغسطس 1941، وتوفي في 18 نوفمبر 2007.

## وصلات خارجية
- جيم فورد على موقع ميوزك برينز (الإنجليزية)
- جيم فورد على موقع ديسكوغز (الإنجليزية)